# راجر سیسرو
راجر سیسرو (به هلندی: Roger Cicero) (زاده ۶ ژوئیه ۱۹۷۰-درگذشته ۲۴ مارس ۲۰۱۶) خواننده آلمانی بود.
او در مسابقه آواز یوروویژن ۲۰۰۷ نماینده آلمان بود.